# Max Tundra

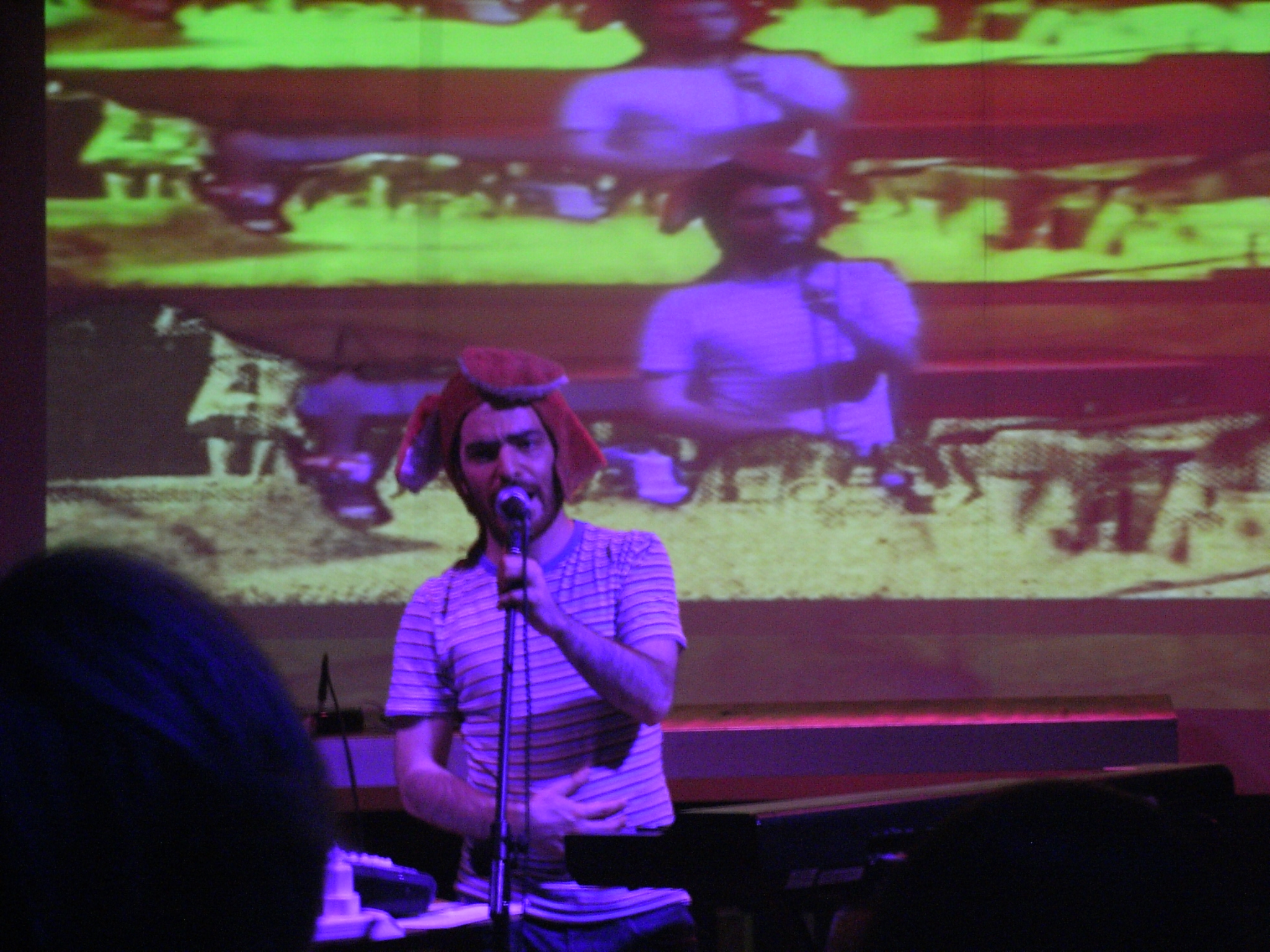
Max Tundra atuando em uma discoteca

Ben Jacobs, mais conhecido pelo nome artístico Max Tundra, é um músico, multi-instrumental, cantor e produtor musical inglês, de Londres, Inglaterra. Seu trabalho é predominantemente música eletrônica mas não incorpora estilos eletrônicos e instrumentos. Ele também tem feito um trabalho de remix para bandas de diversos gêneros, incluindo The Futureheads, Franz Ferdinand, Architecture in Helsinki, Kid606, Mogwai, The Strokes e Pet Shop Boys. Tundra também apresenta um programa semanal de rádio sobre Resonance FM, Chamado Rotogravura Max Tundra's.
Atualmente Tundra está na Domino Records.

## Discografia

### Álbuns
| Ano  | Título |
| ---- | --- |
| 2000 | Some Best Friend You Turned Out to Be - Lançado em: 25 de abril de 2000 - Selo: Domino - Formato: CD, LP          |
| 2002 | Mastered by Guy at the Exchange - Lançado em: 2 de setembro de 2002 - Selo: Domino / Tigerbeat6 - Formato: CD, LP |
| 2008 | Parallax Error Beheads You - Lançado em: 20 de outubro de 2008 - Selo: Domino - Formato: CD, LP                   |

### Singles
| Ano  | Título                  | Álbum                                 | Selo   |
| ---- | ----------------------- | ------------------------------------- | ------ |
| 1998 | "Children At Play"      | non-álbum single.                     | Warp   |
| 2000 | "Cakes"                 | Some Best Friend You Turned Out to Be | Domino |
| 2000 | "Ink Me"                | Some Best Friend You Turned Out to Be | Domino |
| 2001 | "QY20 Songs"            | non-álbum single.                     | Domino |
| 2002 | "Lysine"                | Mastered By Guy At The Exchange       | Domino |
| 2003 | "Cabasa"                | Mastered By Guy At The Exchange       | Domino |
| 2006 | "Alphabet Series: M"    | non-álbum single                      | Tomlab |
| 2008 | "Will Get Fooled Again" | Parallax Error Beheads You            | Domino |

### Remixes
| Ano  | Faixa Remixada               | Lançado em                               | Artista(s)               |
| ---- | ---------------------------- | ---------------------------------------- | ------------------------ |
| 1998 | "Helicon 2"                  | Kicking a Dead Pig: Mogwai Songs Remixed | Mogwai                   |
| 2000 | "Dandy"                      | Kid 606 and Friends Volume 1             | Kid606                   |
| 2000 | "Wow"                        | "Wow"                                    | Janek Schaefer           |
| 2001 | "Lilypad"                    | Altered and Proud                        | Ruby                     |
| 2002 | "Long Distance"              | "Long Distance"                          | Turin Brakes             |
| 2002 | "Whindie"                    | Whindie                                  | Ambulance                |
| 2004 | "Alone, Together"            | "All Hail The Black Emperor"             | The Strokes              |
| 2004 | "The Owls Go"                | A Commemorative Keepsake                 | Architecture in Helsinki |
| 2004 | "Mein Nehi Jana"             | "Mein Nehi Jana"                         | Future Pilot AKA         |
| 2005 | "Decent Days and Nights"     | "Decent Days and Nights"                 | The Futureheads          |
| 2005 | "Moonlight in the Afternoon" | "Moonlight in the Afternoon"             | Shirokuma                |
| 2005 | "The Effect On Me"           | "The Effect On Me"                       | Mint Royale              |
| 2006 | "Do You Want To"             | "The Fallen"                             | Franz Ferdinand          |
| 2006 | "I'm with Stupid"            | "I'm with Stupid"                        | Pet Shop Boys            |
| 2007 | "Fledermaus Can't Get It"    | "Fledermaus Can't Get It"                | Von Südenfed             |
| 2007 | "Hold Music"                 | Like It or Not                           | Architecture in Helsinki |
| 2007 | "Bullets"                    | "Bullets"                                | Tunng                    |
| 2008 | "Enough About Human Rights"  | (forthcoming)                            | Moondog                  |